# Heydər Hüseynov
Heydər Nəcəf oğlu Hüseynov (eingedeutscht Heidar Husseinow; * 3. April 1908 in Eriwan, Gouvernement Eriwan, Russisches Kaiserreich;  † 15. August 1950 in Baku, Aserbaidschanische SSR, UdSSR) war ein aserbaidschanisch-sowjetischer Gelehrter, Doktor der Philosophie, Professor und Mitglied der Akademie der Wissenschaften der Aserbaidschanischen SSR.

## Biographie
Hüseynov wurde in Eriwan als jüngstes von sechs Kindern in eine kleinbürgerliche Familie hineingeboren. Der Vater starb kurz nach seiner Geburt. Nachdem sein ältester Bruder Yusif im März 1918 im Zuge der ethnischen Zusammenstöße durch Armenier ermordet worden war, musste die Familie dreimal ihren Aufenthaltsort wechseln, bis sie sich schließlich in Baku niederließ. Dort erwarb Hüseynov die Sekundarschulausbildung.

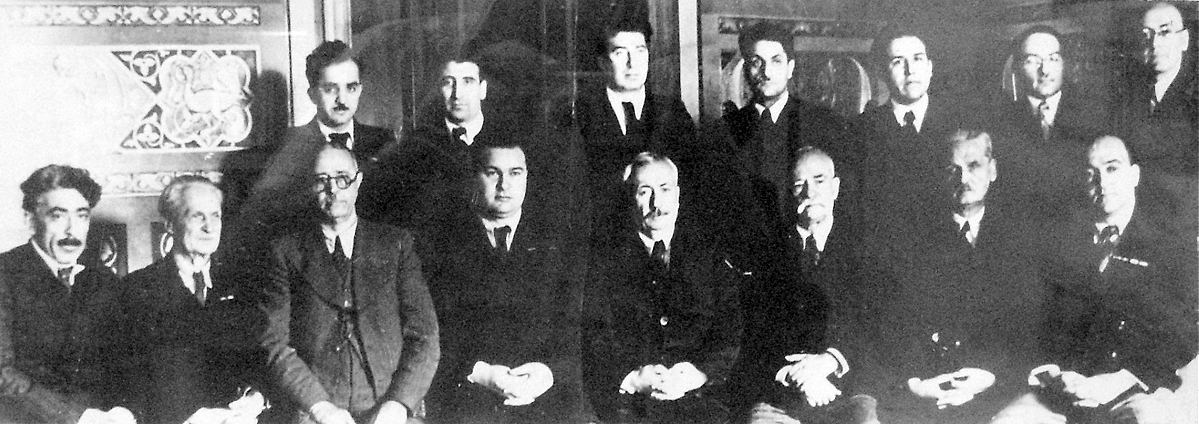
Hüseynov (vierter links stehend) mit den Mitgliedern der Aserbaidschanischen Akademie der Wissenschaften

Zwischen 1927 und 1931 studierte Hüseynov Orientalistik im Aserbaidschanischen Staatlichen Pädagogischen Institut. Während dieser Zeit lernte er Persisch und Arabisch. Nach dem Studium begann er seine berufliche Laufbahn als Lehrkraft für Philosophie am Staatlichen Asisbekow-Ölakademie (heute Aserbaidschanische Staatliche Öl- und Industrie-Universität), wo er bis 1936 tätig war.
1936 wurde Hüseynov wissenschaftlicher Mitarbeiter im Komitee der Aserbaidschanischen Sowjetischen Enzyklopädie. 1939 stieg er zum Direktor der aserbaidschanischen Abteilung des Instituts für Enzyklopädie und Wörterbücher der Akademie der Wissenschaften der UdSSR auf. Im selben Jahr verteidigte er in Tiflis seine Dissertation mit dem Thema „Philosophische Ansichten von Mirzə Fətəli Axundov“. Zudem gab Hüseynov das vierbändige Russisch-Aserbaidschanische Wörterbuch heraus. Dafür erhielt den Stalinpreis.
Von 1939 bis 1945 war Hüseynov erster stellvertretender Vorsitzender des Präsidiums der Aserbaidschanischen Akademie der Wissenschaften (AAW). Im Anschluss war er bis 1950 Vizepräsident der AAW. 1948 erschien sein aus 733 Seiten bestehendes Werk zum Thema “Die Geschichte des philosophischen und soziopolitischen Denkens in Aserbaidschan im 19. Jahrhundert”. Er wurde zum Professor befördert und 1950 zum zweiten Mal mit dem Stalinpreis ausgezeichnet.

## Kritik und Tod
Trotz Anerkennung seiner akademischen Errungenschaften geriet Hüseynovs Monographie kurz nach der Veröffentlichung ins Visier von Mir Dschafar Abbassowitsch Bagirow, dem ersten Sekretär des Zentralkomitees der Kommunistischen Partei Aserbaidschans. Bagirow beschuldigte Hüseynov, in seiner Abhandlung den Muridismus, eine Mitte des 19. Jahrhunderts im Kaukasus weit verbreitete Sufi-Strömung anders als die marxistische Ideologie als fortschrittlich propagiert und dessen geistigen Anführer Imam Schamil verherrlicht zu haben. Das Urteil des ZK wurde anschließend an den Ministerrat der UdSSR nach Moskau weitergegeben, woraufhin Hüseynov seine beiden Stalinpreise aberkannt wurden. Außerdem verlor er seinen Job in der AAW und wurde aus der Kommunistischen Partei ausgeschlossen. Den politischen Schikanen ausgesetzte Hüseynov konnte dem wachsenden Druck nicht standhalten und beging am 15. August 1950 Selbstmord. Er wurde auf der Ehrenalle von Baku, genannt Fəxri Xiyaban, beigesetzt.